# Collégiale Saint-Michel de Castelnaudary
La collégiale Saint-Michel de Castelnaudary est une ancienne collégiale située à Castelnaudary dans le département français de l'Aude en région Occitanie.

## Localisation
L'église est située dans le département français de l'Aude, sur la commune de Castelnaudary.

## Historique

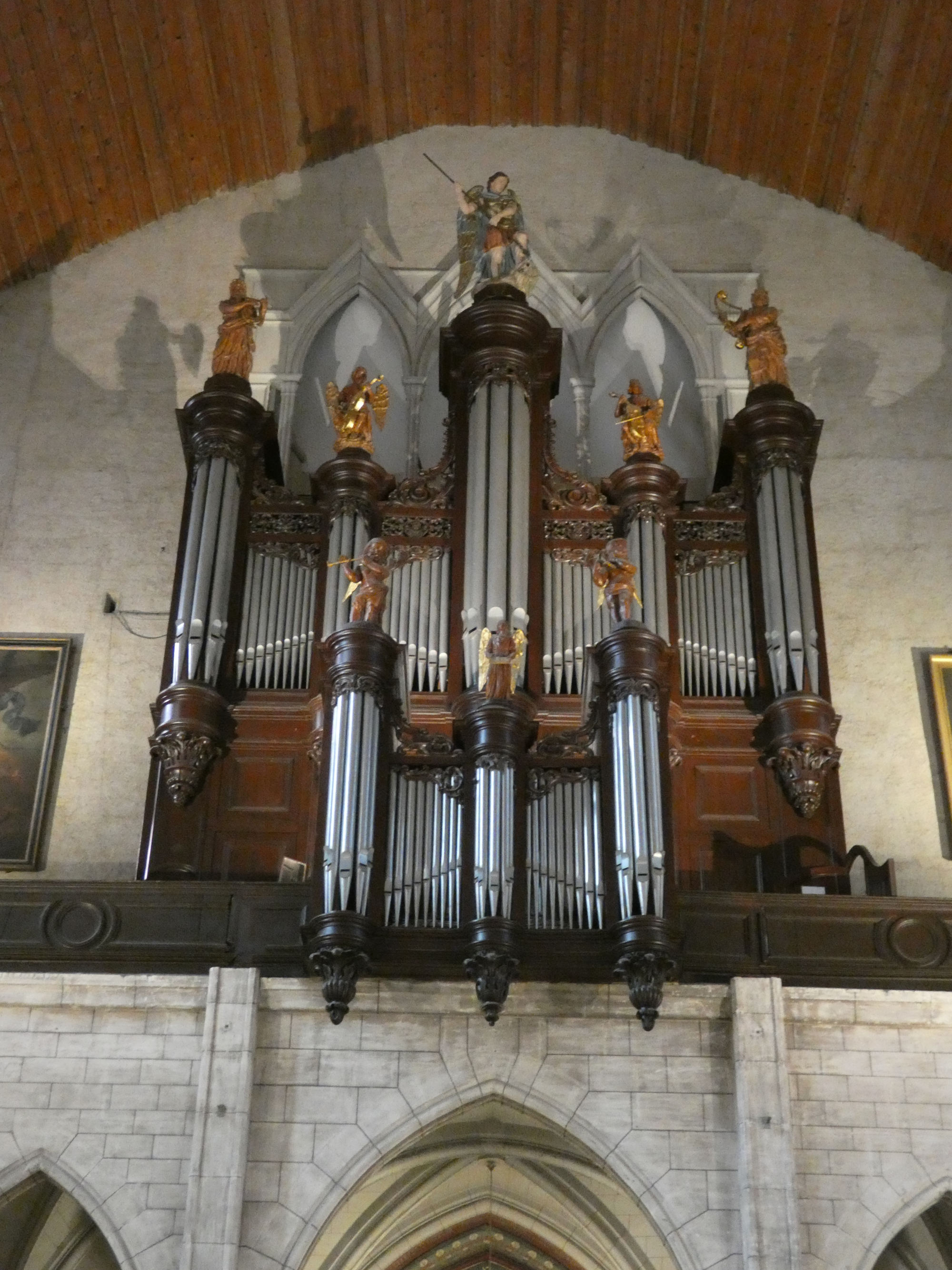
L'orgue de la collégiale.

Située aux confins du nouveau royaume de France depuis le traité de Paris (1229), l’église, dont la construction s'étale de 1240 à 1270, est conçue comme un temple forteresse de style roman. Élevée au rang de collégiale le 13 février 1318 lors de la création de l’évêché de Saint-Papoul par le pape Jean XXII pour limiter les prétentions de l’évêque de Toulouse, l'église est partiellement détruite lors du passage du Prince Noir en 1355. Le bâtiment est fortement remanié aux XIVe, XVe, XVIIIe et XIXe siècles, pour apparaître aujourd'hui comme un grand édifice de style gothique doté de neuf chapelles latérales et d’une imposante flèche pyramidale dont le sommet culmine à 50 mètres.
À la fin du XVIIIe siècle, le chapitre de la collégiale est bien plus riche que celui du siège épiscopal, la cathédrale de Saint-Papoul, comptant jusqu'à 32 prébendés au service du culte et entretenant un petit corps de musique formé par deux chantres, un organiste et au moins un enfant de chœur. Le buffet d'orgue, construit par Jean-Pierre Cavaillé, date également de cette fin du XVIIIe siècle.
Le clocher de la collégiale est doté d'un carillon de 35 cloches, un des plus importants de France. Il en existait déjà un au moment de la Révolution, car on sait qu'en 1790 la collégiale employait le carillonneur Grégoire Balmet.
L'édifice est classé au titre des monuments historiques en 1910.